# Арпнан
Арпнан (фр. Arpenans) насеље је и општина у источној Француској у региону Франш-Конте, у департману Горња Саона која припада префектури Лир.
По подацима из 2011. године у општини је живело 245 становника, а густина насељености је износила 20,76 становника/km². Општина се простире на површини од 11,8 km². Налази се на средњој надморској висини од 300 метара (максималној 416 m, а минималној 271 m).

## Демографија
| 1962. | 1968. | 1975. | 1982. | 1990. | 1999. | 2011. |
| ----- | ----- | ----- | ----- | ----- | ----- | ----- |
| 219   | 219   | 195   | 216   | 186   | 190   | 245   |

График промене броја становника у току последњих година